# Schierstein
Schierstein est un quartier de la ville de Wiesbaden en Allemagne.